# Hậu cần

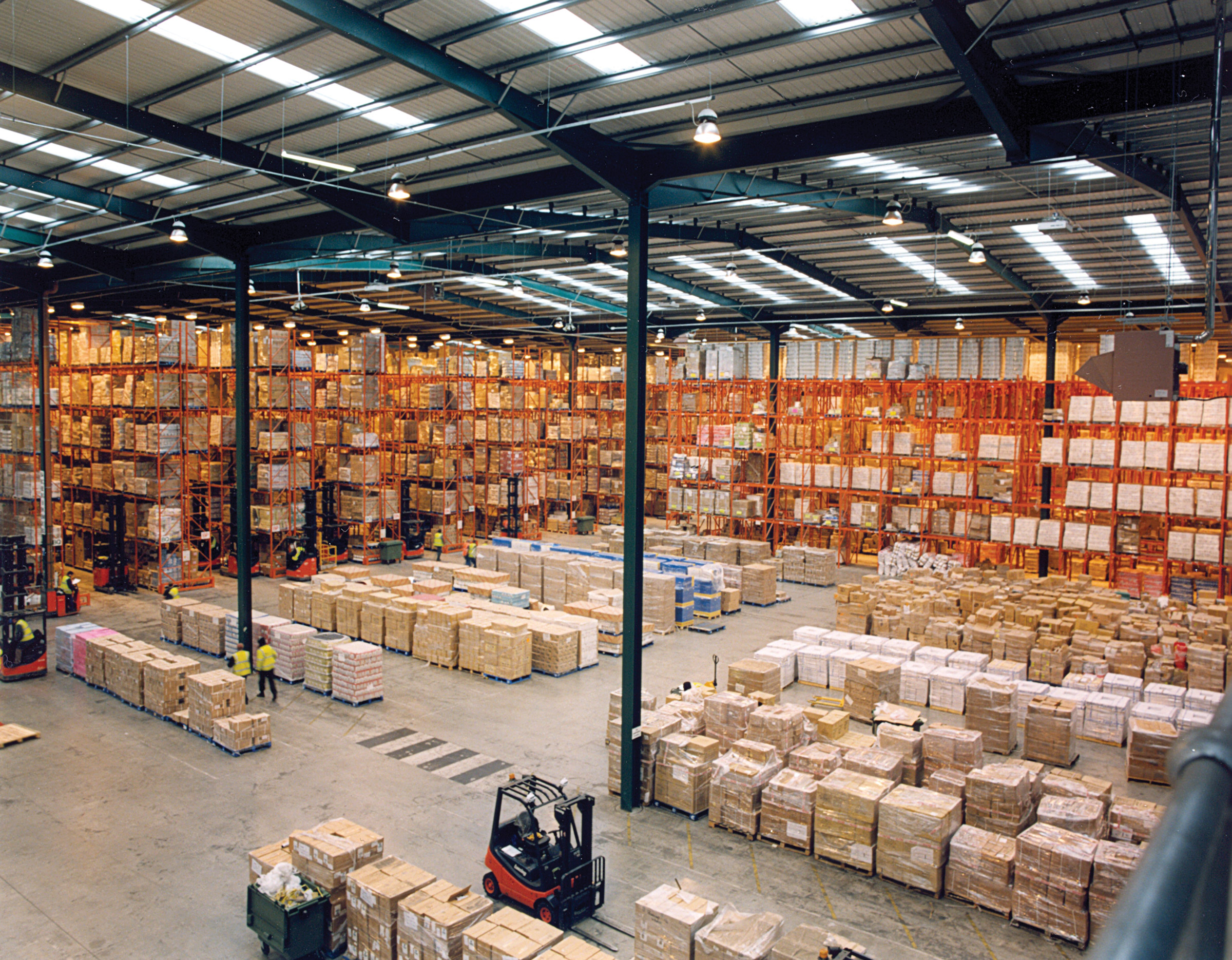
Hậu cần

Hậu cần (tiếng Anh: logistics) là hoạt động chuyên chở, lưu giữ và cung cấp hàng hóa. Theo cách gọi không mang nặng tính quân sự, hoạt động này có thể được miêu tả là trữ vận hàng hóa, có thể dùng các từ mượn tiếng Trung như là vật lưu hay hóa vận.
Trong sản xuất kinh doanh, đây là nghệ thuật và khoa học của quản lý và điều chỉnh luồng di chuyển của hàng hóa, năng lượng, thông tin và những nguồn lực khác như sản phẩm, dịch vụ và con người, từ nguồn lực của sản xuất cho đến thị trường.
Việc tiếp thị hay sản xuất thường cần sự hỗ trợ của hậu cần. Nó thể hiện sự hợp nhất của thông tin liên lạc, vận tải, tồn kho, lưu kho, giao nhận nguyên vật liệu, bao bì đóng gói. Trách nhiệm vận hành của hoạt động hậu cần là việc tái định vị (theo mục tiêu địa lý) của nguyên vật liệu thô, của công việc trong toàn quá trình, và tồn kho theo yêu cầu chi phí tối thiểu có thể. Và di chuyển thành phần đến nơi tiêu thụ sau quá trình sản xuất.

## Lịch sử
Hậu cần có khái niệm bắt nguồn từ nhu cầu quân sự trong việc cung cấp cho chính họ trong quá trình di chuyển của các đoàn quân từ căn cứ ra tiền tuyến.
Trong các cuộc chiến tranh cổ đại của đế chế Hy Lạp và La Mã, những chiến binh có chức danh "Logistikas" được giao nhiệm vụ chu cấp và phân phối vũ khí và nhu yếu phẩm, đảm bảo điều kiện cho quân sĩ hành quân an toàn từ bản doanh đến một vị trí khác. Công việc hậu cần này có ý nghĩa sống còn tới cục diện của chiến tranh, khi các bên tìm mọi cách bảo vệ nguồn cung ứng của mình và tìm cách triệt phá nguồn cung ứng của đối phương. Quá trình tác nghiệp đó dần hình thành một hệ thống mà sau này được vận dụng trong các phương pháp quản lý hậu cần.
Những tướng quân làm về quân nhu như trong thời Tam Quốc (220-280) cũng thực hiện vai trò tương tự với logistikas.
Thuật ngữ logistics trong tiếng Anh bắt nguồn từ chữ Hy Lạp logistikos. Theo định nghĩa của Oxford thì logistics trong tiếng Anh được hiểu là một nhánh của khoa học quân sự liên quan đến việc tiến hành, duy trì và vận chuyển phương tiện thiết bị và nhân sự.
Khái niệm hậu cần/logistics liên quan đến kinh doanh bắt nguồn từ những năm 1950. Điều này chủ yếu là do sự gia tăng trong việc cung cấp, vận chuyển trong một thế giới toàn cầu hóa đòi hỏi phải có những nhà chuyên gia trong lĩnh vực này.

## Khái niệm
Hậu cần là môn khoa học nghiên cứu tính quy luật của các hoạt động cung ứng và đảm bảo các yếu tố tổ chức, vật chất và kỹ thuật, để cho quá trình chính yếu được tiến hành đúng mục tiêu. Nó được coi như một nhánh của quá trình tạo ra một hệ thống liên quan đến nguồn lực con người hơn là một hệ thống về máy móc. Điều này chỉ rõ nguồn lực tập trung là con người với vai trò vừa là đối tượng, vừa là công cụ tác động, vừa là chủ thể của quá trình.
Hậu cần có thể được hiểu như là việc có được đúng số lượng cần thiết ở đúng thời điểm và với chi phí phù hợp. Nó là nghệ thuật, là một quá trình khoa học. Nó phối hợp tất cả các lĩnh vực sản xuất công nghiệp, quản lý vòng đời dự án, chuỗi cung cấp và hiệu quả.

### Trong kinh doanh
Trong kinh doanh, hậu cần có thể hiểu như việc tập trung cả nội lực lẫn ngoại lực bao hàm cả quá trình chu chuyển từ nhà "sản xuất gốc" đến "người tiêu dùng cuối cùng". Chức năng chính của hậu cần bao gồm việc quản lý việc mua bán, vận chuyển, lưu kho cùng với các hoạt động về tổ chức cũng như lập kế hoạch cho các hoạt động đó. Người quản lý hậu cần kết hợp kiến thức tổng hợp của mỗi chức năng từ đó phối hợp các nguồn lực trong tổ chức để vận hành. Có hai khác biệt cơ bản của hậu cần. Một thì đánh giá một cách lạc quan, đơn giản coi đó như là sự chu chuyển ổn định của nguyên liệu trong mạng lưới vận chuyển và lưu trữ. Một thì coi đó là một sự kết hợp các nguồn lực (nhân lực, vật lực...) để tiến hành quá trình.

### Trong quá trình sản xuất
Thuật ngữ này ám chỉ quá trình hậu cần trong các ngành công nghiệp. Mục đích của nó là đảm bảo mỗi một máy móc thiết bị hay trạm làm việc được "nạp" đủ sản phẩm với đúng số lượng, chất lượng và đúng lúc. (JIT)

### Hậu cần đầu vào (Inbound Logistics)
Quản lý dòng vật tư kỹ thuật, nguyên vật liệu sản xuất và các bộ phận cấu thành nên sản phẩm từ các nhà cung cấp khác nhau và qua nhiều công đoạn khác nhau. Chúng được di chuyển từ nơi cung cấp đến doanh nghiệp sản xuất dưới dạng thô hay sơ chế. Nhà sản xuất cần phải kiểm soát dòng dịch chuyển này, không chỉ đảm bảo cung cấp đầy đủ các yếu tố nhập lượng hữu hình cho quá trình sản xuất được tiến hành trôi chảy mà còn phải đảm bảo sử dụng vốn ít nhất và chi phí thấp nhất để tạo ra các xuất lượng (thành phẩm) với giá thành rẻ nhằm đáp ứng đầy đủ và kịp thời nhu cầu khách hàng.
Ví dụ 1: Vận chuyển cà phê thô đến nhà máy đến thực hiện chế biến, rang xoay,..tạo nên cà phê thành phẩm trong nhà máy. Tuỳ thuộc vào thời gian sản xuất, nguyên vật liệu cà phê thô có thể được lưu trữ, bảo quản tại kho.
Ví dụ 2: Đưa các bộ phận của máy bay Airbus từ các nước châu Âu để lắp ráp tại nhà máy. Sao cho các bộ phận được đáp ứng theo nhu cầu: đúng thời gian, đúng số lượng và đảm chất lượng với chi phí tối ưu.
Đây là các trường hợp thực tế thường gặp của hậu cần đầu vào.

### Hậu cần đầu ra (Outbound Logistics)
Dòng hậu cần đầu ra liên quan đến việc dịch chuyển hàng hóa từ điểm cuối cùng của dây chuyền sản xuất đến khách hàng. Sự chu chuyển của hàng hóa thông qua các kênh phân phối (trực tiếp hoặc gián tiếp) đến tay người tiêu dùng. Đặc biệt tại hậu cần đầu ra, xuất hiện các dịch vụ làm tăng giá trị sản phẩm (dịch vụ giá trị gia tăng VAS).
Cụ thể đó là các hoạt động: đóng gói, in dán nhãn mác, phân loại, kiểm kê,.. tại các nơi lưu trữ sản phẩm đã hoàn thành. Thông thường các hoạt động VAS được tổ chức tại kho hàng, trung tâm phân phối, cảng biển,.. (Nơi gần thị trường tiêu thụ hoặc cửa ngõ xuất khẩu).
Kết luận: Vấn đề như vậy không phải là chỉ liên quan đến việc vận chuyển, mà còn là phân luồng và điều chỉnh các kênh xuyên suốt quá trình gia tăng giá trị và xoá bỏ những giá trị không gia tăng. Hậu cần trong quá trình sản xuất được áp dụng cho cả những nhà máy đang tồn tại hoặc mới được thành lập. Sản xuất chế tạo là một nhà máy với quá trình thay đổi ổn định (có thể hiểu là một nhà máy thì luôn phải hoạt động nhưng với một công suất ổn định). Máy móc được thay đổi và thay mới. Theo đó sẽ là cơ hội cải thiện hệ thống hậu cần trong sản xuất. Ngược lại, hậu cần sẽ cung cấp các "phương tiện" cho việc đạt được hiệu quả mong muốn của khách hàng và hiệu quả sử dụng vốn.